# Sækdyr
Sækdyr (urochordata) er en gruppe af rygstrengsdyr der ikke er hvirveldyr, og som opdeles i tre klasser:
- Appendcularierne
- Salperne
- Søpunge (ascidierne, Ascidiacea), der er fastsiddende dyr

## Henvisning
1. ↑  Jørgen Mørup Jørgensen (2003). Introduktion til Chordatzoologi. Gads Forlag. ISBN 87-12-03788-5.